# Ternován Patrik
Ternován Patrik (Miskolc, 1997. június 10. –) magyar labdarúgó.

## Pályafutása

### Klubcsapatokban
Ternován 2007-ben került a FC Tiszaújváros, majd 2010-ben a Diósgyőri VTK akadémiájára. 2016. április 2-án Békéscsabán a 90.percben állt be és debütált a 0–0-ra végeződött mérkőzésen az első csapatban.Többnyire a Diósgyőr II-ben játszik. Harminckilenc mérkőzésen háromszor volt eredményes a NB III-ban szereplő csapatban. Június 10-én három évvel meghosszabbította a szerződését. A 2018-2019-es szezonra a Balmazújváros csapatához került kölcsönbe, ahol 26 aklkalommal lépett pályára a másodosztályban. 2020 nyarán a harmadosztályú Tiszakécske FC szerződtette. 32 bajnokin egyszer volt eredményes a 2021–2021-es szezonban. 2021 nyarán az NB II-es Soroksár SC igazolta le.
2023 júniusában a Kolorcity Kazincbarcikához igazolt.

## Sikerei, díjai
Kazincbarcika
- NB II ezüstérmes (1) : 2024–25